# Sandskruvmossa
Sandskruvmossa (Syntrichia ruraliformis) är en bladmossart som först beskrevs av Besch., och fick sitt nu gällande namn av Card.. Sandskruvmossa ingår i släktet skruvmossor, och familjen Pottiaceae. Arten är reproducerande i Sverige.